# Marta Flores
Marta Flores (Marta Mateos de Paz, Barcelona, 18 de enero de 1913-Barcelona, 18 de febrero de 2005) fue una actriz española que trabajó en ochenta y cinco películas.
Durante los años de 30 y 40, fue actriz principal en representaciones de varias obras, como es el caso de Julieta y Romeo. Con el paso de los años, trabajó más representando personajes secundarios.

## Biografía
A los trece años empezó haciendo funciones teatrales de aficionados y a los diecisiete años realizó su primer casting cinematográfico, mientras debutaba en los escenarios profesionales con las compañías de teatro de Enrique Guitart y Antonia Herrero. Se inició en el doblaje cinematográfico en 1936 en los Estudios Metro-Goldwyn-Mayer, y durante años compaginó las facetas de actriz y actriz de doblaje.
Debutó como actriz con Los héroes del barrio  y su primer papel protagonista fue en Julieta y Romeo, donde ya figuró con el nombre artístico de Marta Flores. Durante la década de 1940 interpretó papeles en películas como El 13.000, Melodías prohibidas, La hija del circo o Don Juan de Serrallonga. Fue una mujer emprendedora y moderna para su época, escribió en revistas tales como "Cine" (1946-48). En 1949 viajó a Buenos Aires para trabajar en Radio Belgrano donde estuvo siete años. Al regresar a España siguió trabajando en el teatro y también participó en filmes de amigos como Antonio Isasi-Isasmendi (La mentira tiene cabellos rojos, Estambul 65); Ignacio F. Iquino (El niño de las monjas); Francesc Rovira y Beleta (Crónica sentimental en rojo) o Miguel Iglesias (Una rosa al viento). También hizo televisión ("Estudio 1" o "Noches del sábado", TVE). Se retiró del teatro en 1978 y creó una agencia de representación de intérpretes en Cataluña. En 1984 recibió la medalla de oro de la Germandat del Cinema y en 1996 la de la Academia de las Artes y las Ciencias Cinematográficas de España con motivo del centenario del cine español.

## Filmografía completa
- Los héroes del barrio (1937)
- Usted tiene ojos de mujer fatal (1939)
- Julieta y Romeo (película) (1940)
- El 13.000 (1941)
- El sobre lacrado (1941)
- Goyescas (1942)
- Melodías prohibidas (1942)
- Cuando pasa el amor (1943)
- Piruetas juveniles (1944)
- Se le fue el novio (1945)
- Cero en conducta (película) (1945)
- La hija del circo (1945)
- Ramsa (1946)
- El castillo de Rochal (1946)
- La casa de las sonrisas (1948)
- Alma baturra (1948)
- Vida en sombras (1949)
- Don Juan de Serrallonga (1949)
- ¿Milagro en la ciudad? (1957)
- La Tirana (1958)
- La muralla (1958)
- El amor empieza en sábado (1958)
- Un vaso de whisky (1958)
- Miss Cuplé (1959)
- El niño de las monjas (1959)
- El emigrante (1960)
- La mentira tiene cabellos rojos (1960)
- No dispares contra mí (1961)
- Estambul 65 (1965)
- El hijo de Gabino Barrera (1965)
- Tumba para un forajido (1965)
- El terrible de Chicago (1967)
- La 'mini' tía (1968)
- Elisabet (1968)
- Turistas y bribones (1969)
- El señorito y las seductoras (1969)
- Veinte pasos para la muerte (1970)
- Investigación criminal (1970)
- ¿Quién soy yo? (1970)
- Rain for a Dusty Summer (1971)
- Una cuerda al amanecer (1972)
- Horror Story (1972)
- Aborto criminal (1973)
- La otra imagen (1973)
- Emma, puertas oscuras (1974)
- Chicas de alquiler (1974)
- El recién llegado escribió su epitafio (1974)
- Larga noche de julio (1974)
- El último proceso en París (1974)
- Los Kalatrava contra el imperio del karate (1974)
- El asesino de muñecas (1975)
- Yo fui el rey (1975)
- La perversa caricia de Satán (1976)
- Las largas vacaciones del 36 (1976)
- La ciutat cremada (1976)
- La nueva Marilyn (1976)
- Vivir a mil (1976)
- Guapa, rica y... especial (1976)
- Una prima en la bañera (1976)
- Perros callejeros (1977)
- Las alegres chicas de 'El Molino' (1977)
- Fraude matrimonial (1977)
- Sexy... amor y fantasía (1977)
- La viuda andaluza (1977)
- El despertar de los sentidos (1977)
- Borrasca (1978)
- Óscar, Kina y el láser (1978)
- Los bingueros (1979)
- Diabla (1979)
- Cuarenta años sin sexo (1979)
- Companys, procés a Catalunya (1979)
- La verdad sobre el caso Savolta (1979)
- Viaje al más allá (1980)
- Neumonía erótica y pasota (1981)
- Barcelona sur (1981)
- Una rosa al viento (1984)
- El último penalty (1984)
- Yo, «el Vaquilla» (1985)
- El lío de papá (1985)
- La joven y la tentación (1986)
- Crónica sentimental en rojo (1986)
- Mordiendo la vida (1986)
- El aire de un crimen (1988)
- Andalucía chica (1988)
- Cásate conmigo, Maribel (2002)